# Безумный следователь
«Безумный следователь» (иер. трад. 神探, кант.-рус.: Сань тхам, англ. Mad Detective) — кинофильм режиссёров Джонни То и Вай Кафая, вышедший на экраны в 2007 году. Сценарий написал Вай Кафай в соавторстве с Ау Киньи. Главные роли исполнили Лау Чинвань и Энди Он.

## Сюжет
Молодой полицейский Хо Каонь приходит на новое место работы, где он наблюдает интересный следственный эксперимент, проводимый старшим коллегой Чань Куайпанем в ходе расследования дела об исчезновении девушки. Так, Куайпан многократно бьёт ножом подвешенную тушу свиньи, потом приказывает Каоню сбросить его с лестницы в чемодане, а после называет убийцу. Некоторое время спустя во время проводов начальника участка в отставку Куайпань в качестве прощального подарка отрезает себе ухо и вручает его начальнику, за что отстраняется от службы.
Проходит несколько лет. Каонь безуспешно пытается расследовать дело об исчезновении одного из своих коллег — офицера Вона Куокчхю. Вон с напарником Коу Чиваем вели слежку за вором индийского происхождения, во время задержания преступник сбежал, в ходе погони за ним Вон бесследно исчез. Спустя некоторое время начали происходить вооружённые ограбления, в которых было использовано табельное оружие пропавшего. Попытки разыскать пропавшего полицейского ни к чему не приводят, Каонь обращается за помощью к Куайпаню. Тот очевидно нездоров психически: ведёт себя так, словно вместе с ним живёт его жена (Каонь её не видит, и для него диалоги Куайнаня с женой выглядят как монологи сумасшедшего инспектора), утверждает, что способен видеть «настоящую личность» человека, или его «внутреннюю сущность»; зачастую сущность одна, но иногда встречаются люди, у которых их несколько.
Несмотря на протесты своей несуществующей жены, Куайпань берётся за дело. Он внимательно просматривает записи допросов напарника пропавшего полицейского Чивая, после чего устраивает за ним несанкционированную слежку. В ходе наблюдений Куайпань обнаруживает, что у Чивая не одна, а сразу семь внутренних сущностей, представляющие семь смертных грехов. В ресторане Куайпань подсылает Каоня поговорить с Чиваем и наблюдает, как в ходе неприятного для него разговора разные сущности берут на себя разные роли. Пройдя за Чиваем в уборную, Куайпань провоцирует его на драку, самая агрессивная из сущностей собирается застрелить его из табельного оружия, другие внутренние сущности пытаются его остановить; подоспевший Каонь берёт Чивая на прицел и заявляет, что Куайпань его напарник. Лёжа на полу с разбитой головой, Куайпань наблюдает за тем, как одна из сущностей, выглядящая как бизнес-леди и играющая роль лидера среди других внутренних личностей Чивая, подсказывает ему реплики. В тот же день детектив пытается восстановить картину происшествий, связанных с оружием пропавшего офицера: посещает места ограблений и повторяет действия неизвестного грабителя. Прибыв в парк, в котором пропал офицер Вон, Куайпань приказывает Каоню похоронить его заживо, но тот вызывается сам участвовать в эксперименте. Присыпав напарника землёй, детектив неожиданно видит призрак Чивая, который ищет свой пропавший пистолет. Оставив напарника в могиле, Куайпань является в полицейский участок, в котором работает Чивай, и, представившись как Хо Каонь, проводит обыск, в ходе которого находит у Чивая в ящике стола крупную денежную сумму. Просмотрев рабочие бумаги Чивая, детектив интересуется у его начальства, почему тот занимался делами индийцев, и не получает внятного ответа. Пришедший в участок Чивай увидел детектива, просматривающего его вещи, и затаился, оставшись незамеченным.
Тем временем Каонь, выбравшись из могилы, обнаруживает, что напарник его бросил. Добравшись до квартиры последнего и не достучавшись до него, Каонь проникает в жильё через окно. В квартире он находит комнату, стены которой обклеены газетными вырезками со статьями о разных преступлениях и многочисленными пометками детектива. Он сталкивается с вооружённой женщиной, которая представляется следователем полиции и оказывается, что это бывшая жена Куайпаня. Своё присутствие в квартире бывшего мужа она объясняет тем, что тот уже полгода не появляется у своего лечащего психиатра. В тот же вечер в полицию поступает анонимный звонок, звонивший сообщил, что видел вооружённого индийца. Каонь, забыв, что его удостоверение и оружие у Куайпаня, принимает участие в задержании предполагаемого преступника и едва не погибает.
Тем временем детектив всё же погребает себя заживо, в результате этого эксперимента у него выстраивается общая картина произошедшего. Он звонит Каоню и рассказывает, что во время погони за индийцем Чивай потерял своё оружие, убил напарника и взял себе его пистолет, индиец же нашёл пистолет Чивая, и теперь Чивай хочет убить индийца и вернуть себе табельное оружие. Однако Каонь уже не верит напарнику, считая того сумасшедшим и жалея, что попросил его о помощи. Куайпань видит внутреннюю сущность Каоня — это испуганный мальчик. Каонь пытается отобрать у него своё оружие, но тот вырывается и уезжает. Вечером Каонь встречается со своей подругой, также служащей в полиции, и просит её одолжить ему на время пистолет. На следующий день Каонь приходит в участок к Чиваю, чтобы проверить номер табельного оружия, однако не знает о том, что Чивай взломал базу данных и переписал пистолет пропавшего офицера на себя. Это окончательно подрывает его доверие к безумному следователю. Чивай, видя подавленное состояние Каоня, сообщает ему, что знает, где находится индийский вор и предлагает помочь с арестом. Каонь соглашается, несмотря на предупреждение напарника, что как только Чивай получит обратно своё оружие, убьёт и индийца, и его.
Во время встречи завязывается короткая перестрелка, Чивай стреляет в индийца, Каонь стреляет в Куайпаня, угрожающего пистолетом Чиваю. Как и предупреждал тот, получив свой пистолет, Чивай убивает индийца и стреляет в Каоня. Смертельно раненый Куайпань убивает Чивая выстрелом в голову и за мгновение до смерти видит, как к внутренней сущности Каоня — испуганному раненому мальчику — подходит ещё одна сущность, деловая женщина, похожая на ту, которая руководила Чиваем. Женщина говорит мальчику, что дело сделано, и теперь ему нужно позвонить своей подруге, чтобы обеспечить себе алиби. Куайпань падает замертво, раненый Каонь поднимается на ноги и начинает менять убитым оружие.

## Критика
Фильм в целом получил благоприятные отзывы. Манола Даргис, старший кинокритик The New York Times написала про картину, что она «безумно изобретательна и развлекательна». Тай Бурр, кинокритик The Boston Globe, дал фильму прозвище «Сумасшедший из Коулуна» и выразился, что в фильме «в равных пропорциях смешаны сумасшедшее вдохновение и взвинченная нерешительность».

## Цензура
Фильм получил самую жёсткую категорию для гонконгского кинематографа — III (только для лиц от 18 лет). Сорежиссёр фильма Вай Ка Фай, обсуждая с прессой категорию, рассказал что организация, которая присвоила рейтинг фильму, исходила из сцен жестокости и у картины была возможность получить менее строгий рейтинг IIB (картины доступны для просмотра несовершеннолетними лицами в присутствии родителей), если бы из неё были удалены некоторые сцены; однако его партнёр Джонни То категорически отказался что-либо вырезать из картины.

## В ролях
- Лау Чинвань — инспектор Чань Куайпань
- Энди Он — инспектор Хо Каонь
- Лам Катун[англ.] — офицер Коу Чивай
- Келли Линь[англ.] — Чён Мэйва
- Лэй Куоклёнь[кит.] — офицер Вон Куокчхю
- Карен Лэй[кит.] — Джиджи
- Флора Чань[англ.] — эгоистка, сущность Чён Мэйва
- Чён Сиуфай[англ.] — злодей, одна из сущностей Коу Чивая

## Награды и номинации
- 2007 — участие в основном конкурсе Венецианского кинофестиваля.
- 2007 — специальное упоминание на Каталонском кинофестивале.
- 2008 — премия Asian Film Awards за лучший сценарий (Вай Ка Фай, Ау Кин-Йи).
- 2008 — премия Hong Kong Film Awards за лучший сценарий (Вай Ка Фай, Ау Кин-Йи). Кроме того, лента была номинирована ещё в 7 категориях: лучший фильм (Джонни То, Вай Ка Фай), лучший режиссёр (Джонни То, Вай Ка Фай), лучший актёр (Шон Лау), лучшая операторская работа (Чен Сю Кун), лучший монтаж (Тина Баз), лучшие костюмы и грим (Стэнли Чун), лучшие визуальные эффекты (Рэймонд Ман).